# 阿氏雙邊魚
阿氏雙邊魚（學名：Ambassis agassizii）為輻鰭魚綱鱸形目鱸亞目雙邊魚科的其中一個種，分布於澳洲淡水水域，棲息在河川、池塘湖泊、溝渠，屬肉食性，以小型甲殼類為食，體長可達7.5公分，可做為觀賞魚。